# The Flowers of Romance
The Flowers Of Romance byla punkrocková skupina z raného období tohoto hudebního stylu. Skupina vznikla v Londýně v roce 1976. Zakladatelkami byly Jo Faullová a Sarah Hallová, nejznámějším členem pak Sid Vicious, který dříve hrál v několika jiných hudebních skupinách, mj. Masters Of The Backsides a Subterraneans. The Flowers of Romance nevydali žádnou nahrávku ani nezahráli žádný koncert, proslavili se pouze tím, že jejich členové přešli do jiných známých seskupení: Sid Vicious - Sex Pistols, Keith Levine - The Clash a Public Image Ltd, Palmolive a Viv Albertine - The Slits.
Jméno skupiny posloužilo jako název alba vydaného v roce 1981 skupinou Public Image Ltd.